# Rockferry
Rockferry là album phòng thu đầu tay của ca sĩ người xứ Wales Duffy, phát hành ngày 3 tháng 3 năm 2008 tại Vương quốc Anh bởi A&M Records và tại Hoa Kỳ bởi Mercury Records. Được thu âm và hoàn thiện trong bốn năm, Duffy đồng sáng tác tất cả những bản nhạc, cũng như hợp tác với một số nhà sản xuất và nhạc sĩ như Bernard Butler, Steve Booker, Jimmy Hogarth và Eg White. Tiêu đề album được đặt theo tên Rock Ferry, một vùng ngoại ô của Birkenhead trên Bán đảo Wirral, nơi bà của cô sinh sống. Đây là một bản thu âm blue-eyed soul, với tập hợp những bản ballad, tình ca và nhiều bài hát nhịp độ nhanh theo phong cách pop thập niên 1960.
Rockferry nhận được những phản ứng tích cực từ các nhà phê bình âm nhạc, trong đó họ ca ngợi chiều sâu âm nhạc và ca từ có chút u ám của album, chất giọng của Duffy, cũng như phần nhạc cụ và quá trình sản xuất của đĩa nhạc. Giới phê bình còn so sánh tác phẩm với âm nhạc của Dusty Springfield và Amy Winehouse.
Rockferry gặt hái nhiều đề cử và giải thưởng lớn, chiến thắng tại giải Brit năm 2009 cho Album Anh quốc xuất sắc nhất và giải Grammy cho Album giọng pop xuất sắc nhất tại lễ trao giải thường niên lần thứ 51, bên cạnh đề cử ở hạng mục Nghệ sĩ mới xuất sắc nhất cho Duffy. Album cũng tiếp nhận nhiều thành công lớn về mặt thương mại, đứng đầu các bảng xếp hạng tại Đan Mạch, Ireland, New Zealand, Thụy Điển, Thụy Sĩ và Vương quốc Anh, nơi tác phẩm trở thành album bán chạy nhất năm. Ngoài ra, Rockferry cũng lọt vào top 10 ở hầu hết những thị trường khác, bao gồm vươn đến top 5 tại Áo, Bỉ, Canada, Hà Lan, Phần Lan, Pháp, Đức, Na Uy, Ba Lan, Bồ Đào Nha và Tây Ban Nha. Album ra mắt ở vị trí thứ tư trên bảng xếp hạng Billboard 200 tại Hoa Kỳ với 71,000 bản được tiêu thụ trong tuần đầu, trở thành album duy nhất của nữ ca sĩ vươn đến top 10 và đạt thứ hạng cao nhất tại đây. Rockferry là album bán chạy thứ tư trên toàn cầu vào năm 2008, và đã bán được hơn chín triệu bản tính đến nay.
Năm đĩa đơn đã được phát hành từ album. Đĩa đơn đầu tiên, "Rockferry" giúp giới thiệu âm nhạc của Duffy đến thị trường Châu Âu, trong khi đĩa đơn thứ hai và cũng là đĩa đơn chủ đạo trên toàn thế giới, "Mercy" trở thành một bản hit lớn, đứng đầu các bảng xếp hạng ở hơn 12 quốc gia và được đề cử cho Trình diễn giọng pop nữ xuất sắc nhất tại giải Grammy lần thứ 51, và Đĩa đơn Anh quốc của năm tại giải Brit năm 2009. Đĩa đơn tiếp theo "Warwick Avenue" cũng đạt thành tích tốt, trong khi "Stepping Stone" không lặp lại được thành công trước đó. Rockferry được phát hành lại dưới dạng cao cấp vào ngày 24 tháng 11 năm 2008, với "Rain on Your Parade" trở thành đĩa đơn thứ năm từ album. Để quảng bá đĩa nhạc, Duffy xuất hiện và trình diễn trên nhiều chương trình truyền hình và lễ trao giải lớn, như The Early Show, Fashion Rocks, Late Night with Conan O'Brien, Saturday Night Live và giải Âm nhạc châu Âu của MTV năm 2008, cũng như lưu diễn tại Vương quốc Anh và Ireland vào cuối năm 2008.

## Danh sách bài hát
| Rockferry – Phiên bản tiêu chuẩn | Rockferry – Phiên bản tiêu chuẩn | Rockferry – Phiên bản tiêu chuẩn | Rockferry – Phiên bản tiêu chuẩn | Rockferry – Phiên bản tiêu chuẩn |
| STT                              | Nhan đề                          | Sáng tác                         | Sản xuất                         | Thời lượng                       |
| -------------------------------- | -------------------------------- | -------------------------------- | -------------------------------- | -------------------------------- |
| 1.                               | "Rockferry"                      | Aimée Anne Duffy Bernard Butler  | Butler                           | 4:14                             |
| 2.                               | "Warwick Avenue"                 | Duffy Jimmy Hogarth Eg White     | Hogarth                          | 3:46                             |
| 3.                               | "Serious"                        | Duffy Butler                     | Butler                           | 4:10                             |
| 4.                               | "Stepping Stone"                 | Duffy Steve Booker               | Booker                           | 3:28                             |
| 5.                               | "Syrup & Honey"                  | Duffy Butler                     | Butler                           | 3:18                             |
| 6.                               | "Hanging on Too Long"            | Duffy Hogarth White              | Hogarth                          | 3:56                             |
| 7.                               | "Mercy"                          | Duffy Booker                     | Booker                           | 3:41                             |
| 8.                               | "Delayed Devotion"               | Duffy Hogarth White              | Hogarth                          | 2:57                             |
| 9.                               | "I'm Scared"                     | Duffy Hogarth                    | Hogarth                          | 3:08                             |
| 10.                              | "Distant Dreamer"                | Duffy Butler                     | Butler                           | 5:05                             |

| Rockferry – Phiên bản tại Nhật Bản (bản nhạc bổ sung) | Rockferry – Phiên bản tại Nhật Bản (bản nhạc bổ sung) | Rockferry – Phiên bản tại Nhật Bản (bản nhạc bổ sung) | Rockferry – Phiên bản tại Nhật Bản (bản nhạc bổ sung) | Rockferry – Phiên bản tại Nhật Bản (bản nhạc bổ sung) |
| STT                                                   | Nhan đề                                               | Sáng tác                                              | Sản xuất                                              | Thời lượng                                            |
| ----------------------------------------------------- | ----------------------------------------------------- | ----------------------------------------------------- | ----------------------------------------------------- | ----------------------------------------------------- |
| 11.                                                   | "Oh Boy"                                              | Richard J. Parfitt                                    | Richard Jackson                                       | 2:31                                                  |
| 12.                                                   | "Save It for Your Prayers"                            | Duffy Sacha Skarbek                                   |                                                       | 3:03                                                  |
| 13.                                                   | "Breaking My Own Heart"                               | Duffy Booker                                          | Booker                                                | 3:58                                                  |
| 14.                                                   | "Mercy" (video ca nhạc gốc)                           |                                                       |                                                       |                                                       |
| 15.                                                   | "Mercy" (video ca nhạc tại Hoa Kỳ)                    |                                                       |                                                       |                                                       |
| 16.                                                   | "Warwick Avenue" (video ca nhạc)                      |                                                       |                                                       |                                                       |

| Rockferry – Phiên bản trên iTunes Store tại Bắc Mỹ (bản nhạc bổ sung) | Rockferry – Phiên bản trên iTunes Store tại Bắc Mỹ (bản nhạc bổ sung) | Rockferry – Phiên bản trên iTunes Store tại Bắc Mỹ (bản nhạc bổ sung) | Rockferry – Phiên bản trên iTunes Store tại Bắc Mỹ (bản nhạc bổ sung) | Rockferry – Phiên bản trên iTunes Store tại Bắc Mỹ (bản nhạc bổ sung) |
| STT                                                                   | Nhan đề                                                               | Sáng tác                                                              | Sản xuất                                                              | Thời lượng                                                            |
| --------------------------------------------------------------------- | --------------------------------------------------------------------- | --------------------------------------------------------------------- | --------------------------------------------------------------------- | --------------------------------------------------------------------- |
| 11.                                                                   | "Save It for Your Prayers"                                            | Duffy Sacha Skarbek                                                   |                                                                       | 3:03                                                                  |
| 12.                                                                   | "Oh Boy"                                                              | Parfitt                                                               | Jackson                                                               | 2:28                                                                  |

| Rockferry – Phiên bản MTV (bản nhạc bổ sung) | Rockferry – Phiên bản MTV (bản nhạc bổ sung) | Rockferry – Phiên bản MTV (bản nhạc bổ sung) | Rockferry – Phiên bản MTV (bản nhạc bổ sung) | Rockferry – Phiên bản MTV (bản nhạc bổ sung) |
| STT                                          | Nhan đề                                      | Sáng tác                                     | Sản xuất                                     | Thời lượng                                   |
| -------------------------------------------- | -------------------------------------------- | -------------------------------------------- | -------------------------------------------- | -------------------------------------------- |
| 11.                                          | "Mercy" (Trình diễn tại FNMTV Live)          | Duffy Booker                                 | Booker                                       |                                              |
| 12.                                          | "Warwick Avenue" (Trình diễn tại FNMTV Live) | Duffy White                                  | Hogarth                                      |                                              |

| Rockferry – Phiên bản cao cấp (đĩa 2) | Rockferry – Phiên bản cao cấp (đĩa 2) | Rockferry – Phiên bản cao cấp (đĩa 2) | Rockferry – Phiên bản cao cấp (đĩa 2) | Rockferry – Phiên bản cao cấp (đĩa 2) |
| STT                                   | Nhan đề                               | Sáng tác                              | Sản xuất                              | Thời lượng                            |
| ------------------------------------- | ------------------------------------- | ------------------------------------- | ------------------------------------- | ------------------------------------- |
| 1.                                    | "Rain on Your Parade"                 | Duffy Booker                          | Booker                                | 3:29                                  |
| 2.                                    | "Fool for You"                        | Duffy Butler                          | Butler                                | 3:47                                  |
| 3.                                    | "Stop"                                | Duffy Butler                          | Butler                                | 4:10                                  |
| 4.                                    | "Oh Boy"                              | Parfitt                               | Jackson                               | 2:31                                  |
| 5.                                    | "Please Stay"                         | Burt Bacharach Bob Hilliard           | Butler                                | 3:27                                  |
| 6.                                    | "Breaking My Own Heart"               | Duffy Booker                          | Booker                                | 3:58                                  |
| 7.                                    | "Enough Love"                         | Parfitt Owen Powell                   | Butler                                | 3:19                                  |

| Rockferry – Phiên bản cao cấp tại Nhật Bản (đĩa 2) | Rockferry – Phiên bản cao cấp tại Nhật Bản (đĩa 2) | Rockferry – Phiên bản cao cấp tại Nhật Bản (đĩa 2) | Rockferry – Phiên bản cao cấp tại Nhật Bản (đĩa 2) |
| STT                                                | Nhan đề                                            | Sáng tác                                           | Thời lượng                                         |
| -------------------------------------------------- | -------------------------------------------------- | -------------------------------------------------- | -------------------------------------------------- |
| 8.                                                 | "Save It for Your Prayers"                         | Duffy Sacha Skarbek                                | 3:03                                               |
| 9.                                                 | "Mercy" (video ca nhạc gốc)                        |                                                    |                                                    |
| 10.                                                | "Warwick Avenue" (video ca nhạc)                   |                                                    |                                                    |
| 11.                                                | "Stepping Stone" (video ca nhạc)                   |                                                    |                                                    |
| 12.                                                | "Rain on Your Parade" (video ca nhạc)              |                                                    |                                                    |

## Thành phần thực hiện
| - Aimée Duffy – giọng hát, giọng bè, glockenspiel - Bernard Butler – nhà sản xuất, guitar, piano, đàn phím, trống - Makoto Sakamoto – trống - David McAlmont – giọng bè - Jimmy Hogarth – guitar mộc, guitar điện, guitar, bộ gõ, organ Hammond, bass - Eg White – guitar mộc, bass, trống, piano, giọng bè | - Sam Dixon – bass - Steve Booker – guitar, bass, đàn phím - Martin Slatterly – trống nhạc sống, trống, piano, Wurlitzer, piano rhodes, organ Hammond - Jim Hunt – saxophone - Nichol Thomson – trombone - The Wrecking Crew – dàn dây |

## Xếp hạng
| Bảng xếp hạng (2008–2011)                | Vị trí cao nhất |
| ---------------------------------------- | --------------- |
| Album Úc (ARIA)                          | 6               |
| Album Áo (Ö3 Austria)                    | 2               |
| Album Bỉ (Ultratop Vlaanderen)           | 4               |
| Album Bỉ (Ultratop Wallonie)             | 2               |
| Album Canada (Billboard)                 | 3               |
| Album Cộng hòa Séc (ČNS IFPI)            | 2               |
| Album Đan Mạch (Hitlisten)               | 1               |
| Album Hà Lan (Album Top 100)             | 2               |
| Album Châu Âu (Billboard)                | 1               |
| Album Phần Lan (Suomen virallinen lista) | 2               |
| Album Pháp (SNEP)                        | 2               |
| Album Đức (Offizielle Top 100)           | 3               |
| Album Hy Lạp (IFPI)                      | 2               |
| Album Hungaria (MAHASZ)                  | 18              |
| Album Iceland (Tónlist)                  | 17              |
| Album Ireland (IRMA)                     | 1               |
| Album Ý (FIMI)                           | 6               |
| Album New Zealand (RMNZ)                 | 1               |
| Album Na Uy (VG-lista)                   | 2               |
| Album Ba Lan (ZPAV)                      | 5               |
| Album Bồ Đào Nha (AFP)                   | 3               |
| Album Tây Ban Nha (PROMUSICAE)           | 2               |
| Album Thụy Điển (Sverigetopplistan)      | 1               |
| Album Thụy Sĩ (Schweizer Hitparade)      | 1               |
| Album Anh Quốc (OCC)                     | 1               |
| Album Hoa Kỳ Billboard 200               | 4               |

| Bảng xếp hạng (2008)                     | Vị trí |
| ---------------------------------------- | ------ |
| Album Úc (ARIA)                          | 38     |
| Album Áo (Ö3 Austria)                    | 11     |
| Album Bỉ (Ultratop Flanders)             | 9      |
| Album Bỉ (Ultratop Wallonia)             | 12     |
| Album Đan Mạch (Hitlisten)               | 1      |
| Album Hà Lan (Album Top 100)             | 7      |
| Album Châu Âu (Billboard)                | 2      |
| Album Phần Lan (Suomen virallinen lista) | 4      |
| Album Pháp (SNEP)                        | 6      |
| Album Đức (Offizielle Top 100)           | 10     |
| Album Hy Lạp (IFPI)                      | 27     |
| Album Hy Lạp Quốc tế (IFPI Greece)       | 5      |
| Album Hungaria (MAHASZ)                  | 85     |
| Album Ireland (IRMA)                     | 10     |
| Album Ý (FIMI)                           | 56     |
| Album New Zealand (RMNZ)                 | 4      |
| Album Tây Ban Nha (PROMUSICAE)           | 21     |
| Album Thụy Điển (Sverigetopplistan)      | 1      |
| Album Thụy Sĩ (Schweizer Hitparade)      | 5      |
| Album Anh Quốc (OCC)                     | 1      |
| Hoa Kỳ Billboard 200                     | 69     |
| Toàn cầu (IFPI)                          | 4      |
| Bảng xếp hạng (2009)                     | Vị trí |
| Album Úc (ARIA)                          | 29     |
| Album Đan Mạch (Hitlisten)               | 16     |
| Album Hà Lan (Album Top 100)             | 20     |
| Album Châu Âu (Billboard)                | 9      |
| Album Pháp (SNEP)                        | 45     |
| Album Đức (Offizielle Top 100)           | 59     |
| Album New Zealand (RMNZ)                 | 49     |
| Album Thụy Điển (Sverigetopplistan)      | 77     |
| Album Thụy Sĩ (Schweizer Hitparade)      | 34     |
| Album Anh Quốc (OCC)                     | 33     |
| Hoa Kỳ Billboard 200                     | 153    |

| Bảng xếp hạng (2000–2009) | Vị trí |
| ------------------------- | ------ |
| Album Anh Quốc (OCC)      | 21     |

| Bảng xếp hạng                   | Vị trí |
| ------------------------------- | ------ |
| Album Ireland Nghệ sĩ Nữ (IRMA) | 39     |

## Chứng nhận
| Quốc gia | Chứng nhận  | Số đơn vị/doanh số chứng nhận |
| --- | ----------- | ----------------------------- |
| Úc (ARIA) | 2× Bạch kim | 140.000^                      |
| Áo (IFPI Áo) | Bạch kim    | 20.000*                       |
| Bỉ (BEA) | 2× Bạch kim | 60.000*                       |
| Canada (Music Canada) | Vàng        | 50.000^                       |
| Đan Mạch (IFPI Đan Mạch) | 7× Bạch kim | 140.000‡                      |
| Phần Lan (Musiikkituottajat) | Bạch kim    | 40,743                        |
| GCC (IFPI Trung Đông) | Vàng        | 3.000*                        |
| Đức (BVMI) | 2× Bạch kim | 600.000^                      |
| Hy Lạp (IFPI Hy Lạp) | Bạch kim    | 15.000^                       |
| Ireland (IRMA) | 3× Bạch kim | 45.000^                       |
| Hà Lan (NVPI) | Bạch kim    | 60.000^                       |
| New Zealand (RMNZ) | 3× Bạch kim | 45.000^                       |
| Na Uy (IFPI) | —           | 47,000                        |
| Ba Lan (ZPAV) | Bạch kim    | 20.000*                       |
| Bồ Đào Nha (AFP) | Vàng        | 10.000^                       |
| Nga (NFPF) | Bạch kim    | 20.000*                       |
| Hàn Quốc (KMCA) | —           | 1,290                         |
| Tây Ban Nha (PROMUSICAE) | Bạch kim    | 80.000^                       |
| Thụy Điển (GLF) | 2× Bạch kim | 80.000^                       |
| Thụy Sĩ (IFPI) | 3× Bạch kim | 90.000^                       |
| Anh Quốc (BPI) | 7× Bạch kim | 2,230,000                     |
| Hoa Kỳ (RIAA) | Vàng        | 860,000                       |
| Tổng hợp |             |                               |
| Châu Âu (IFPI) | 4× Bạch kim | 4.000.000*                    |
| * Chứng nhận dựa theo doanh số tiêu thụ. ^ Chứng nhận dựa theo doanh số nhập hàng. ‡ Chứng nhận dựa theo doanh số tiêu thụ và phát trực tuyến. |             |                               |